# Ferdinand Wolfgang Flachenecker
Ferdinand Wolfgang Flachenecker (1792 - après 1847) était un peintre bavarois.

## Biographie
Ferdinand Wolfgang Flachenecker nait dans le sud du Saint-Empire en 1792. Il travaille en tant que peintre et lithographe. Il étudie à l'Académie royale des beaux-arts du Danemark à Copenhague. Ultérieurement il s'installe à Munich.

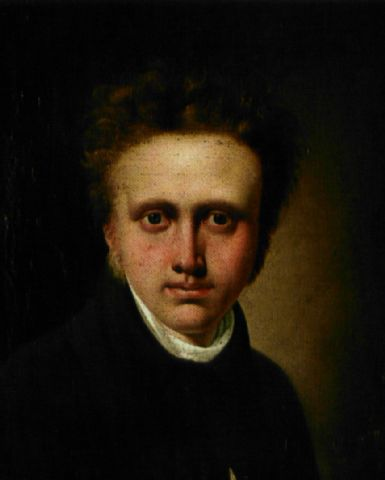
L'architecte danois Frederik Ferdinand Friis par Flachenecker